# アル・マームド
アル・マームド（ ベンガル語: আল মাহমুদ、1936年7月11日 - 2019年2月15日）は、バングラデシュの詩人。クミッラ (Comilla) に生まれる。
1950年代から知られるようになり、1963年に初の詩集『Lok Lokantor（ひとつの世界からもうひとつの世界へ）』を発表する。1973年の詩集『Sonali Kabin（黄金の契約）』に収録された表題作は、バングラデシュ詩の傑作として高く評価された。1968年にバングラ・アカデミー賞 (Bangla Academy Award) を受賞している。

## 日本語訳著作
- 『バングラデシュ詩選集』　丹羽京子編訳、大同生命国際文化基金〈アジアの現代文芸シリーズ〉、2007年。 - 以下の作品を収録。
  - 「森で疲れた日に」
  - 「雨が足りない」
  - 「こんな満足」
  - 「帰路の道連れ」
  - 「わからないことは同じだ」
  - 「舟で」
  - 「水を見て怖くなる」
  - 「わたしの行こうとするところすべて」
  - 「緑の葉の」
  - 「帰還の恥」
  - 「その射抜くような視線」
  - 「黄金の契約」
  - 「目」
  - 「わたしの不在」
  - 「ブッドデブ・ボシュとの会見」
  - 「フォルククの墓で黒いジャッカルが」
  - 「月の方へ」
  - 「なにも覚えていない」
  - 「スラボン月」
  - 「真実」
  - 「永遠の時」
  - 「愛しい人よ、君のほかに」
  - 「書くとき」
  - 「羽を持つ人間」
  - 「わたしはただ」